# マキシキャップ
マキシーキャップは主に瓶入り飲料などに使用される密閉蓋である。蓋にアルミニウムないしプラスチック製のリングがついており、このリングに指をかけて引き上げることで蓋の部分がめくれ上がる形式のもの。